# Pseudocotalpa
Pseudocotalpa là một chi bọ cánh cứng trong họ Scarabaeidae.

## Danh sách loài
Nó gồm các loài:
- Pseudocotalpa giulianii